# Cosmia dealbata
Cosmia dealbata là một loài bướm đêm trong họ Noctuidae.